# The Style Council
The Style Council – brytyjska grupa muzyczna, działająca w latach 1982–1989. W jej skład weszli Paul Weller, znany z grupy The Jam oraz Mick Talbot, wcześniej członek  Dexys Midnight Runners, The Bureau i The Merton Parkas. Współpracownikami zespołu byli m.in. perkusista Steve White, wokalistka  Dee C. Lee (ówczesna żona Wellera), Tracie Young, Tracey Thorn,  Steve Sidelnyk.
Paul Weller wraz ze The Style Council zwrócił się bardziej w stronę muzyki soul, w porównaniu ze swoimi wcześniejszymi dokonaniami. Zespół odniósł największe sukcesy w rodzinnej Wielkiej Brytanii, gdzie umieścił siedem przebojów w Top Ten. Odnosił sukcesy również w Australii i Nowej Zelandii. W 1985 grupa wystąpiła na Live Aid, gdzie wykonała "You're the Best Thing" , "The Big Boss Groove", "Internationalists" i "Walls Come Tumbling Down".

## Dyskografia

### Albumy studyjne
| Rok wydania | Tytuł                                               | Pozycja na listach przebojów | Pozycja na listach przebojów | Pozycja na listach przebojów | Pozycja na listach przebojów | Pozycja na listach przebojów | Pozycja na listach przebojów | Pozycja na listach przebojów | Wyróżnienia                      |
| Rok wydania | Tytuł                                               | UK                           | AUS                          | AUT                          | NLD                          | NZ                           | SWE                          | US                           | Wyróżnienia                      |
| ----------- | --------------------------------------------------- | ---------------------------- | ---------------------------- | ---------------------------- | ---------------------------- | ---------------------------- | ---------------------------- | ---------------------------- | -------------------------------- |
| 1984        | Café Bleu (tytuł w USA: My Ever Changing Moods)     | 2                            | 27                           | —                            | 16                           | 6                            | 41                           | 56                           | - Wielka Brytania:Złota płyta    |
| 1985        | Our Favourite Shop (tytuł w USA: Internationalists) | 1                            | 5                            | 23                           | 11                           | 6                            | 30                           | 123                          | - Wielka Brytania: Złota płyta   |
| 1987        | The Cost of Loving                                  | 2                            | 24                           | —                            | 23                           | 35                           | 46                           | 122                          | - Wielka Brytania: Złota płyta   |
| 1988        | Confessions of a Pop Group                          | 15                           | 60                           | —                            | —                            | —                            | —                            | 174                          | - Wielka Brytania: Srebrna płyta |
| 1998        | Modernism: A New Decade (nagrany w 1989)            | —                            | —                            | —                            | —                            | —                            | —                            | —                            |                                  |

### Albumy koncertowe
| Rok  | Tytuł                        | Pozycja na listach przebojów | Pozycja na listach przebojów |
| Rok  | Tytuł                        | UK                           | AUS                          |
| ---- | ---------------------------- | ---------------------------- | ---------------------------- |
| 1986 | Home and Abroad              | 8                            | 59                           |
| 1998 | The Style Council in Concert | —                            | —                            |

### Kompilacje
- The Singular Adventures of The Style Council – Greatest Hits Vol. 1 (1989)
- Headstart for Happiness
- Here's Some That Got Away (1993)
- The Style Council Collection (1996)
- Extracts From the Complete Adventures of The Style Council (1996)
- Master Series (1997)
- The Complete Adventures of The Style Council (5-CD boks) (1998)
- Classic Style Council – The Universal Masters Collection (1999) (Greatest hits)
- Greatest Hits  (2000)
- The Collection (2001) (Greatest hits)
- The Best of The Style Council – Superstar Collection (2001)
- Cafe Blue – The Style Council Cafe Best (2002)
- The Best of The Style Council – The Millennium Collection (20th Century Masters) (2003)
- The Sound of The Style Council (2003)
- The Ultimate Collection (3 CD) (2004)
- Gold (2 CD) (2006)
- Sweet Loving Ways – The Style Council Collection (2 CD) (2007)
- Shout To the Top – The Collection (2013)
- Long Hot Summers – The Story Of The Style Council (2020)